# Juan Fernando de Mendoza
Juan Fernando de Mendoza (Barcelona, 1944 - Madrid, 23 de septiembre de 2002) fue un arquitecto español. 
El 1967, junto con el también arquitecto Jos Galán crea el despacho L35 (dicho así por su primera ubicación en la Plaza Letamendi de Barcelona) donde desarrollaron numerosos proyectos en diferentes ciudades españolas. Uno de los primeros fue el barrio de la Mina de Barcelona (1970- 1972), un proyecto de viviendas promovido por la Administración para erradicar el chabolismo. A partir del proyecto de un centro comercial a comienzos de los años ochenta, se especializa en este tipo de arquitectura creando centros como Glorias o La Maquinista de Barcelona. Sus diseños se relacionan con la arquitectura y entre ellos hay que destacar el cenicero Surco (1982), realizado con la colaboración de Maite Oriol.